# جیم اوکوویچ
جیم اوکوویچ (انگلیسی: Jim Ochowicz؛ زادهٔ ۲۳ دسامبر ۱۹۵۱) دوچرخه‌سوار اهل ایالات متحده آمریکا است. وی در بازی‌های المپیک تابستانی ۱۹۷۲ شرکت کرده اسن.